# Yard Management System
Yard Management System (YMS) – system informatyczny do zarządzania przestrzenią składowania.
System ten rejestruje wszystkie wizyty, kontroluje ich cel, czas i przebieg oraz koordynuje dostęp do zasobów (doków, parkingów, wag). W systemie prowadzona jest ewidencja i kontrola pojazdów (wjazd – wyjazd). Dzięki informacjom zawartym w systemie użytkownik może odtworzyć historię wizyt na terenie zakładu, a także zidentyfikować wąskie gardła w procesie logistycznym.